# مزرعه جنت
مزرعه جنت روستایی از توابع بخش مرکزی شهرستان آشتیان در استان مرکزی ایران است.

## جمعیت
این روستا در دهستان گرکان قرار دارد و بر اساس سرشماری مرکز آمار ایران در سال ۱۳۹۵، جمعیت آن ۳۹ نفر (۱۵ خانوار) بوده‌است.